# Llei de Propietat Intel·lectual
La Llei de Propietat Intel·lectual de l'Estat Espanyol vigent es va aprovar el 12 d'abril de 1996. És el conjunt de drets que corresponen als autors i altres titulars (artistes, productors, organismes de radiodifusió) respecte a les obres i prestacions derivades de la seva creació.

## Història
Es va publicar per primera vegada el 10 de gener de 1879, influenciada per la Llei Francesa de drets d'autor i pel moviment liderat per Victor Hugo per protegir les obres dels autors i dels artistes. Una nova versió de la llei es va aprovar l'11 de novembre de 1987. Després de diversos petits canvis, es va publicar una nova versió consolidada de la mateixa per reial decret legislatiu el 12 d'abril de 1996.

## Subjectes
- Artistes, intèrprets o executants:[3] Persona que representi, canti, llegeixi o interpreti una obra. Pot ser el director d'escena o d'orquestra.
- Productors de fonogrames: Persona que pot ser natural o jurídica i sota la seva responsabilitat es fa per primera vegada la fixació sonora d'una obra.
- Productors de gravacions audiovisuals: Persona natural o jurídica que s'encarrega de la gravació audiovisual.
- Entitats de radiodifusió: Persones jurídiques responsables de les emissions o transmissions.
- Creadors de fotografies: Persona que realitzi una fotografia o un altre tipus de reproducció sense que estiguin protegides per la llei.
- Protecció de determinades produccions editorials: Obres inèdites en domini públic i obres no protegides per la llei.[3]

## Drets
- Drets morals:[4] Són irrenunciables i inalienables, acompanyen a l'autor al llarg de la seva vida i als seus hereus després de la seva mort. Destaquen el dret al reconeixement de la condició d'autor de l'obra i el dret d'exigir el respecte per la integritat de l'obra.
- Drets patrimonials: Drets relacionats amb l'explotació de l'obra i drets compensatoris. Els primers fan referència als drets exclusius que té l'autor en l'obra i als drets de remuneració per l'explotació de l'obra que faci un usuari. En els drets compensatoris s'inclou el dret per còpia privada.[4]

## Reforma
El Consell de Ministres va aprovar el 15 de febrer el projecte de reforma de la Llei de Propietat intel·lectual respecte del text de 1996. Les principals novetats que inclou són: la taxa Google (taxa que hauran de pagar els agregadors de notícies i el servei que enllaça amb els mitjans de comunicació que no pertanyen a cap gestora o publiquen els seus continguts amb una llicència lliure), reducció del dret per còpia privada en l'ús de suports físics i en les gravacions d'emissions de ràdio i televisió, regulació de les entitats de gestió (es defineix la relació amb els socis, rendicions de comptes i infraccions en cas d'incompliments), multes contra la pirateria i reforç dels poders de la Comissió de Propietat intel·lectual.
La reforma aprovada per les Corts espanyoles el 4 de novembre de 2014 (Llei 21/2014) ha estat considerada de desafortunada per diversos experts, perquè limita l'agregació i cerca de notícies en línia i la finalitat educativa i de recerca.